# San Antonio Miramar
San Antonio Miramar är en ort i Mexiko.   Den ligger i kommunen Pijijiapan och delstaten Chiapas, i den sydöstra delen av landet, 800 km sydost om huvudstaden Mexico City. San Antonio Miramar ligger 544 meter över havet och antalet invånare är 116.
Terrängen runt San Antonio Miramar är kuperad åt sydväst, men åt nordost är den bergig. Runt San Antonio Miramar är det ganska glesbefolkat, med 27 invånare per kvadratkilometer. Närmaste större samhälle är Nuevo Milenio Valdivia, 18,1 km söder om San Antonio Miramar. I omgivningarna runt San Antonio Miramar växer i huvudsak städsegrön lövskog.